# Sovico
Sovico – miejscowość i gmina we Włoszech, w regionie Lombardia, w prowincji Monza i Brianza.
Według danych na rok 2004 gminę zamieszkiwały 7043 osoby, 2347,7 os./km².